# Phan Thanh Bình (chính khách)
Phan Thanh Bình (sinh ngày 10 tháng 4 năm 1960 tại phường Long Phú, thị xã Tân Châu, tỉnh An Giang) là phó giáo sư, tiến sĩ vật liệu polymer, chính trị gia người Việt Nam. Ông từng là Đại biểu Quốc hội Việt Nam khóa 14 thuộc đoàn đại biểu Thành phố Hồ Chí Minh. Ông từng là Ủy viên Ủy ban thường vụ Quốc hội Việt Nam khóa 14, Chủ nhiệm Ủy ban Văn hóa, Giáo dục, Thanh niên, Thiếu niên và Nhi đồng của Quốc hội khóa 14, Giám đốc Đại học Quốc gia Thành phố Hồ Chí Minh. Trong Đảng Cộng sản Việt Nam, ông từng là Ủy viên Ban Chấp hành Trung ương Đảng Cộng sản Việt Nam khóa 12, Ủy viên dự khuyết khóa 10, Ủy viên Ban Chấp hành Trung ương Đảng Cộng sản Việt Nam khoá 11, Ủy viên Đảng đoàn Quốc hội Tại Kỳ họp thứ 1, Quốc hội khóa XIV (7/2016), ông được bầu giữ chức Chủ nhiệm Ủy ban Văn hóa, Giáo dục, Thanh niên, Thiếu niên và Nhi đồng Quốc hội.